# Vladimir Maïakovski (pièce de théâtre)
Ne doit pas être confondu avec Vladimir Maïakovski.
Vladimir Maïakovski est une tragédie en vers de Vladimir Maïakovski, écrite en 1913, créée le 2 décembre de la même année et publiée en 1914 dans le Premier magazine des futuristes russes, qui sera ensuite incluse dans la collection Simple as Mooing.    
Drame en vers avant-gardiste, satire de la vie urbaine et saluant en même temps la révolution montante du pouvoir industriel, la pièce présente un ensemble de personnages étranges de dessins animés et un protagoniste du poète,. 

## Histoire
La pièce, qui avait deux titres de travail, Le chemin de fer (Железная дорога) et L'émeute des choses (Восстание вещей), a été écrite en été 1913 à Kuntsevo près de Moscou, dans la datcha  de l'ami de la famille Bogrovnikov où ils résidaient du 18 mai  jusqu'à la fin août. Sa sœur Ljudmila Majakovskaja s'est souvenue : « Volodia se sentait très seul. Pendant des jours, il errait dans les parcs de Kuntsevo, Krylatsky et Rublyovo, composant sa tragédie… [Dans la maison], il griffonna des mots, des lignes et des rimes sur des bouts de papier et des boîtes de cigarettes, implorant notre mère de ne rien jeter ». En octobre, l'œuvre était terminée. 
Le 9 novembre 1913, Maïakovski présente la copie de la pièce au comité de la censure théâtrale de Pétersbourg, après avoir coupé quelques-uns des passages risqués. Dans la première version imprimée,parue en mars 1914 dans le Journal du Premier Futuriste, les expressions comprenant les mots "Dieu", "Dieu fou" et "prophète crucifié" furent également supprimées. 

### Première
Selon l'acteur Konstantin Tomashevsky, les spectateurs des répétitions (dont Alexander Blok) ont été très impressionnés par ce qui se passait sur la scène. "C'était le temps de la tourmente, de l'anxiété et des sombres pressentiments. Nous avons tous immédiatement reconnu en Maïakovski un révolutionnaire, même si ses sermons frénétiques aux âmes humaines, mutilés par la ville infâme, semblaient un peu confus. C'était une tentative d'arracher des masques, révélant les plaies de la société, malades sous le vernis de la respectabilité. ". 
La pièce a été créée en décembre 1913 au théâtre Luna Park de Saint-Pétersbourg, dirigé par Maïakovski (également appelé à jouer le rôle principal) et financée par le collectif artistique Union of Youth, avec des décors de scène conçus par Pavel Filonov et Iosif Shkolnik. Deux jours avant la première, tous les acteurs d'origine se sont retirés parce que des rumeurs ont commencé à se répandre dans la ville selon lesquelles les acteurs sur scène seraient jetés à la poubelle et battus par le public. Maïakovski a dû chercher des substituts et se tourner vers des amateurs, principalement des étudiants en art. Les acteurs de soutien, dont la plupart ne montaient que sur la scène avec une cagoule blanche, des visages dissimulés derrière des symboles en carton (peints par Pavel Filonov) et cherchant de temps en temps à ne prononcer que des répliques, étaient visiblement effrayés. Le public (principalement de la classe moyenne) était hostile et se comportait aussi agressivement que Maïakovski qui arpentait la scène en leur lançant des invectives. 
Alors que son personnage, le Poète, ayant reçu ses "trois larmes" (une ressemblant davantage à un boulet de canon) a commencé à les emballer dans sa valise, certaines personnes du public ont commencé à crier : "Arrêtez-le immédiatement!.. Attrape-le!.. Il ne doit pas partir!.. Fais-le nous rendre notre argent ! " Un des œufs pourris jetés frappa l'épaule de Maïakovski. Par la suite, plusieurs documents ont accusé l'auteur et sa distribution d'avoir commis des crimes et ont exigé qu'ils soient traduits en justice. 

## Réception critique
Les deux représentations au Luna Park, les 2 et 4 décembre, ont été négativement reçues par la presse. "[La tragédie] a été réduite en miettes", a reconnu Maïakovski dans son autobiographie. 
"Le tumulte qui a suivi était d'une telle ampleur que les succès attendus de la saison, les représentations à Pétersbourg de l'acteur Max Linder et du chef d'orchestre prodige, Willy Ferrero, allaient et venaient presque inaperçues. Dans toute la Russie, à Riga, à Taganrog, à Riazan, à Kertch, à Yekaterinodar et à Varsovie, de nombreuses revues ont été publiées, d'une extraordinaire ferveur. Jamais auparavant une production théâtrale n'avait été démolie avec un tel acharnement par la presse dans tout le pays ", a écrit le biographe A. Mikhaylov. 
La Peterburgskaya Gazeta demande rhétoriquement « Qui est le plus fou, les futuristes ou le public ? ». « Nous ne nous souvenons pas d'un tel cas d'abus sur scène », a déclaré Peterburgsky Listok, en rejetant le texte du poème comme « un délire de fièvre blanche ». « La société qui répond par le rire pour avoir été craché dessus, devrait avoir honte d'elle-même » écrit le critique de Teatralnaya Zhyzn.   
Après 1917, les critiques soviétiques ont qualifié la pièce de "tentative audacieuse de défier les valeurs bourgeoises", en admirant la façon dont l'auteur « a détrôné l'ancien Dieu décrépit qui avait perdu toute capacité de faire quelque chose pour les gens, de placer un protagoniste du poète sur le piédestal ».

## Personnages
- Vladimir Maïakovski, un poète, 20-25 ans
- Sa petite amie, 2 ou 3 sazhens[8]. Ne parle pas.
- Un vieil homme avec des chats noirs et secs, plusieurs millénaires 
Un "ancien symbole" de l'électricité. Plus tard dans son article "Pas de drapeaux blancs" (Без белых флагов), Maïakovski a ainsi expliqué le sens de cette image : ". . . Les Egyptiens et les Grecs, en caressant des chats noirs et secs, auraient peut-être pu produire une étincelle électrique, mais ce n'est pas pour eux que nous chantons des hymnes de gloire, mais pour ceux qui ont les yeux brillants sur leurs têtes pendantes et la puissance de mille bras les arcs de tramway"[5]
- Un homme sans jambe ni œil
- Un homme sans oreille
- Un homme sans tête
- Un homme au visage allongé
- Un homme avec deux bisous
- Un jeune homme ordinaire
- Une femme avec une petite larme
- Une femme avec une larme
- Une femme avec une énorme larme
- Garçons, filles et autres, en papier[9]

## Argument
Prologue
Vladimir Maïakovski, "le dernier des poètes", portant son "âme sur une assiette pour le dîner de l'avenir", se déclare "le roi de toutes les lampes" et promet de révéler au peuple leur nouvelle et véritable âme. 
Acte 1
La fête des pauvres se poursuit dans la ville. Après qu'un vieil homme (avec des chats) salue l'avènement de la nouvelle ère de l'électricité et qu'un homme ordinaire protestant contre la mutinerie imminente se fasse chasser, une femme géante se dévoile et est transportée par la foule à la porte pour y être jetée. Une foule de choses commence, avec des membres humains qui courent, déconnectés de leurs corps. 
Acte II
Sur la place principale de la ville, Maïakovski, vêtu d'une toge, est traité comme un nouveau dieu. On lui apporte des cadeaux, dont trois larmes. Un homme raconte comment deux baisers qu'on lui a donnés se sont transformés en bébés et ont commencé à se multiplier. Le poète ramasse les trois larmes qu'il a reçues des trois femmes et promet de les livrer au grand dieu du nord. 
Épilogue
Le poète dit adieu à ses disciples qu'il appelle « mes pauvres rats », déclare les Cieux « un tricheur » et, après avoir médité sur ce qu'il préfère être « un coq de Hollande ou un roi pskovian » décide qu'il aime "le son de mon nom, Vladimir Maïakovski, le meilleur".

## Théâtre contemporain
- Compagnie Myrtilles, Vladimir Maïakovski, tragédie en deux actes, mise en scène Mathias Beyler, assistance à la mise en scène Lucille Calmel, assistant à la dramaturgie François Théron, scénographie Christophe Beyler, son Ludovic Pré, Phil Von (live), vidéo Harauld Sextus (live), avec Édith Baldy, Stefan Delon, Laurent Pigeonnat, 2001[10],[11],[12]